# Jørgen Hansen (veslač)
Jørgen Christian Hansen, danski veslač, * 14. avgust 1890, † 10. september 1953.
Hansen je za Dansko nastopil na Poletnih olimpijskih igrah 1912. Veslal je v četvercu s krmarjem široke gradnje, ki je na teh igrah osvojil zlato medaljo.